# Роуън Аткинсън
Роуън Аткинсън, CBE (на английски: Rowan Atkinson) е британски комик.
Известен е с ролята си на Мистър Бийн в едноименния сериал. Той е командор на Британската империя от 2013 г. за принос към драматургията и благотворителността.

## Биография
Роуън Аткинсън е роден на 6 януари 1955 г. в селско семейство в Консет, Северна Англия.  Баща му Ерик Аткинсън (фермер и директор на компания) и майка му Ела Мей сключват брак на 29 май 1945 г. Те имат четирима сина – Рупърт, Родни, Пол и Роуън. Родни е политик и европесимист.
Роуън Аткинсън първоначално учи в Дърам, а по-късно следва електроинженерство в Нюкасълския университет. Защитава магистърска степен в Оксфордския университет. Там той започва да играе в скечове на Драматичното дружество на Оксфордския университет, Оксфорд Ревю и Експерименталния театрален клуб и се запознава с писателя Ричард Къртис и композитора Хауърд Гудол, с които продължава да работи и по-късно.
След дипломирането си Аткинсън участва в турне на Ангъс Дийтън. Представлението им е излъчено по телевизията и успехът му дава възможност на Аткинсън да започне кариерата си като комик. През 1978 г. самостоятелната му кариера започва със собствена сатирична серия по ВВС3 „Хората на Аткинсън“, в която самият той интервюира измислени и изпълнявани от него герои. През същата година телевизията ITV му предлага собствена телевизионна поредица, но той отказва, за да участва в предаването „Not the Nine O'Clock News“, продуцирано от приятеля му Джон Лойд. В него той играе заедно с Памела Стивънсън, Гриф Райс Джоунс и Мел Смит, като пише и голяма част от сценариите.
След успеха на „Not the Nine O'Clock News“, през 1983 г. Аткинсън играе главната роля в първите серии на ситуационната комедия „Черното влечуго“ („The Black Adder“), на която е и съ-сценарист, заедно с Ричард Къртис. Въпреки че поредицата получава противоречиви оценки, следват няколко нейни продължения – „Blackadder II“ (1985), „Blackadder the Third“ (1987) и „Blackadder Goes Forth“ (1989). „Черното влечуго“ става една от най-успешните ситуационни комедии в историята на BBC. Често сравняван с Бъстър Кийтън, Роуън Аткинсън бива наричан „човекът с гуменото лице“. Според Болдрик, герой от „Черното влечуго“, Блакадър е характеризиран като „мързелив голямонос ненормалник с гумено лице“.
През 1995 – 1997 г. снима друг сериал със заглавие „Тънка синя линия“ – изпълнява ролята на спазващ закона, егоистичен и вдетинен полицейски началник.
Филмовата му кариера започва през 1983 г. с поддържаща роля в неофициалния Джеймс Бонд филм „Никога не казвай никога отново“ и последвала водеща роля в „Мъртъв навреме“, има малка роля във „Вещиците“ – филм с участието на Анджелика Хюстън и отново малко участие в „Четири сватби и едно погребение“ – ролята на пелтечещ начинаещ свещеник. Роуън Аткинсън е гласът на Зузу в „Цар Лъв“, участва в „Безскрупулна надпревара“ (2001), „Скуби-ду“ (2002), „Наистина любов“ (2003).
Героят, с който актьорът е най-популярен, е мистър Бийн (в превод: Мистър Боб). Той се появява за първи път в половинчасов телевизионен филм от 1988 г. През следващите години през нередовни интервали се появяват голям брой продължения, а по-късно са направени и пълнометражни киноверсии – „Бийн“ (1997) и „Ваканцията на Мистър Бийн“ (2007).
Роуън Аткинсън среща съпругата си на работната площадка, докато има друга приятелка актриса. Бъдещата му съпруга е гримьорка, по това време и се казва Сънетра Сестри. Баща ѝ е индиец, а майката – британка. Сключват брак в Ню Йорк през 1990 г. и имат две деца. Семейството има няколко имота – единият е в Хайбъри, Лондон, друг – в Оундъл, Нортхамптъншър и трети – в малкото селце Айрсдън, Оксфордшър. Разделят се през 2014 г., а официалният развод е на 10 ноември 2015 г. Аткинсън поддържа отношения с Луиза Форд от 2014 г. Тя ражда трето дете на Аткинсън през декември 2017 г.
Социално активен, през 2005 г. Р. Аткинсън води група от интелектуалци в Британския парламент в опит да се постигне преразглеждане на спорен законопроект за расовата и религиозна омраза, който би позволил недопустима цензура върху изкуството. През 2009 г. взема участие в защита правото на свободна реч на хомосексуалистите.
С оценявано богатство от над 100 милиона паунда той е в състояние да задоволява голямата си страст да колекционира коли. Той също редовно пише статии за професионалните автомобилни списания, бил гост в 17-и сезон на телевизионната програма Top Gear. Притежава голяма колекция от спортни автомобили, сред които: Aston Martin DB7, Aston Martin V8 Zagato, Ford Falcon, Honda Civic Hybrid, Renault 5 Turbo, Mercedes-Benz W100, Jaguar Mark VII, Mercedes SLS, Honda NSX, Audi A8. Притежава и McLaren F1, с която два пъти катастрофира, вторият път на 4 август 2011 г. Тогава актьорът се отървава с лека травма на рамото, но ремонтът на колата струва на застрахователите £910 000, което е повече от сумата, за която е купена през 1997 г. Обявява, че не иска никога да притежава Porsche, защото не харесва хората, които предпочитат тази марка.
Неведнъж актьорът е ставал обект на слухове за преждевременна смърт, включително след самоубийство.

## Филмография

### Пълнометражни филми
- „The Secret Policeman's Other Ball“ (1982) – Роуън Аткинсън и други роли
- „Dead on Time“ (1983) – Бърнард Фрип
- „Никога не казвай никога“ (1983) – Найджъл Смол-Фосет
- „The Appointments of Dennis Jennings“ (1989) – д-р Шунър
- „The Tall Guy“ (1989) – Рон Андерсън
- „The Witches“ (1990) – г-н Стрингър
- „Смотаняци 2“ (1993) – Декстър Хейман
- „Четири сватби и едно погребение“ – „Four Weddings and a Funeral“ (1994) – отец Джералд
- „Цар лъв“ – „The Lion King“ (1994) – Зазу (озвучаване)
- „Bean“ (1997; „Бийн“) – Мистър Бийн
- „Maybe Baby“ (2000) – г-н Джеймс
- „Rat Race“ (2001) – Енрико Полини
- „Scooby-Doo“ (2002) – Емил Мондавариус
- „Джони Инглиш“ (2003) – Джони Инглиш
- „Наистина любов“ (2003) – Руфъс
- „Keeping Mum“ (2005) – преподобния Уолтър Гудфелоу
- „Ваканцията на Мистър Бийн“ – „Mr. Bean's Holiday“ (2007) – Мистър Бийн
- „Джони Инглиш се завръща“ – „Johnny English Reborn“ (2011) – Джони Инглиш
- „Джони Инглиш избухва отново“ – „Johnny English Strikes Again“ (2018) – Джони Инглиш

### Телевизионни сериали
- „Черното влечуго“ (The Black Adder, 1983) – принц Едмънд – Черното влечуго
- „Черното влечуго II“ (Blackadder II, 1986) – принц Едмънд – Черното влечуго
- „Черното влечуго Трети“ („Blackadder the Third, 1987) – Едмънд – Черното влечуго; иконом на принца
- Blackadder Goes Forth (1989) – капитан Едмънд – Черното влечуго
- The Thin Blue Line  (1995 – 1996) – инспектор Реймънд Фаулър